# MI2
MI2 was de Britse militaire inlichtingendienst sectie 2 (British Military Intelligence Section 2) en is inmiddels opgeheven. Het werd opgezet om geografische informatie te verwerken. MI2a focuste op Noord- en Zuid-Amerika (exclusief Canada), Spanje, Portugal, Italië, Liberia, Tanger, en de Balkan. MI2b  focuste zich op het Ottomaanse rijk, de zuidelijke Kaukasus, Arabië, Sinaï, Abessinië, Noord-Afrika (exclusief Franse en Spaanse gebieden), Egypte en Soedan.
Na de Eerste Wereldoorlog kreeg MI2 een andere rol, namelijk het behandelen van inlichtingen met betrekking tot Scandinavië en Rusland. Deze taken werden in 1941 opgenomen in MI3.
Dit artikel of een eerdere versie ervan is een (gedeeltelijke) vertaling van het artikel MI2 op de Engelstalige Wikipedia, dat onder de licentie Creative Commons Naamsvermelding/Gelijk delen valt. Zie de bewerkingsgeschiedenis aldaar.